# 都灵理工大学
都灵理工大学（義大利語：Politecnico di Torino，缩写：POLITO），意大利都灵市的一所国立大学，欧洲顶尖理工大学之一，为世界百强理工学府，意大利久负盛名的高等学府之一。都灵理工大学成立于1859年，是意大利历史最为悠久的理工大学，也是规模最大的科技类大学之一，在意大利有非常重要的影响力。
都灵理工大学最初为工程师实用学校，而后在1906年与意大利工业博物馆合并为皇家都灵理工大学。尤其在建筑设计、机械制造、电子通讯等工程技术领域享有国际声誉。这里也有菲亚特及法拉利汽车设计、制造工厂，这里还有美国通用汽车公司柴油发动机研发中心。都灵理工大学在意大利理工技术领域中占绝对优势，是150年来意大利工业更新、科技和社会发展的推进者。都灵理工大学在工程、建筑与设计和城市规划方面是欧洲最杰出的大学之一，其中在汽车、电子与计算机、机械和土木工程等科技领域具有世界顶尖水平  。2017年意大利权威统计机构Censis联合意大利《共和报》评选都灵理工大学为意大利最优秀的理工大学 。

## 历史

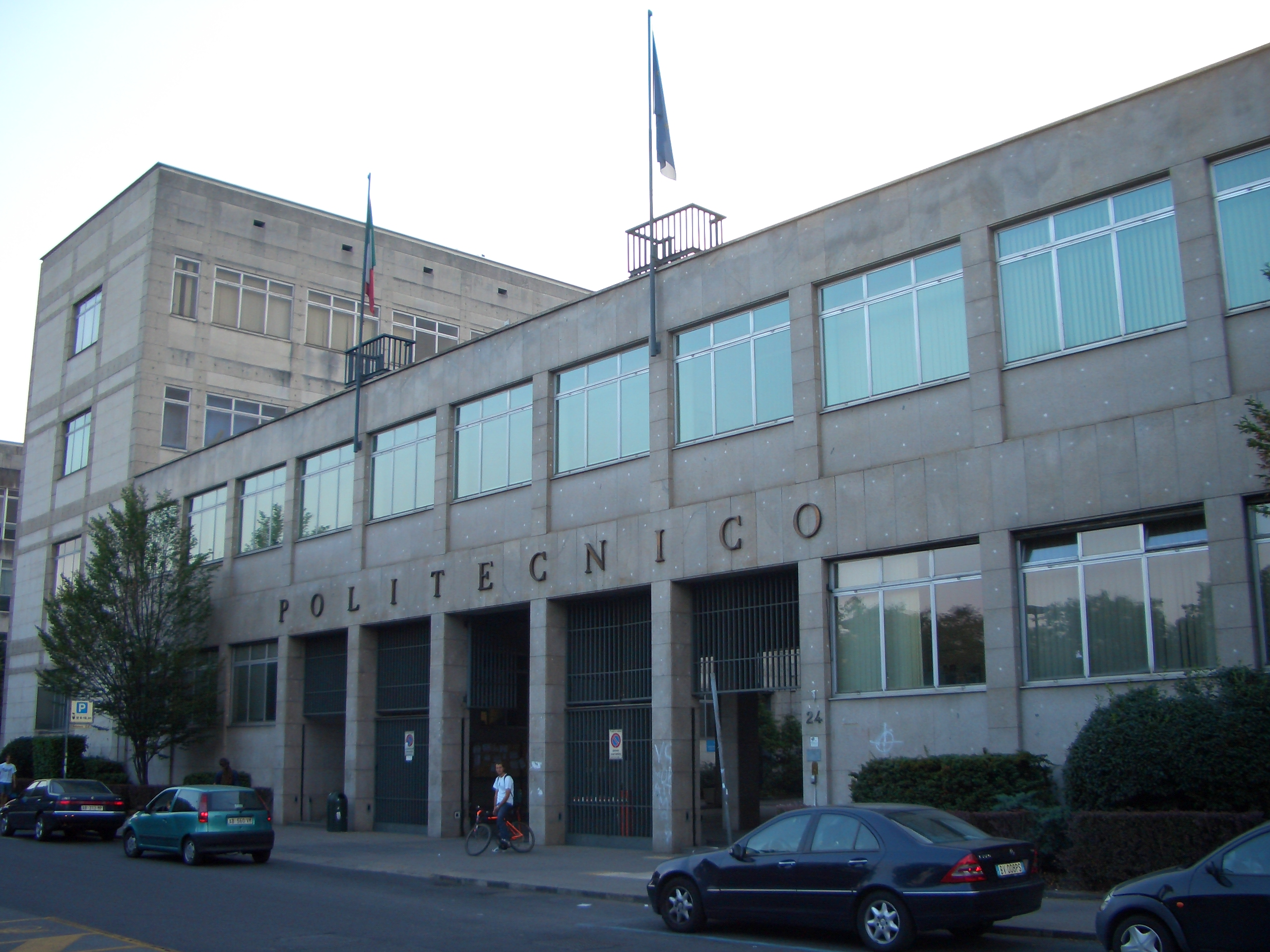
都灵理工大学主校区

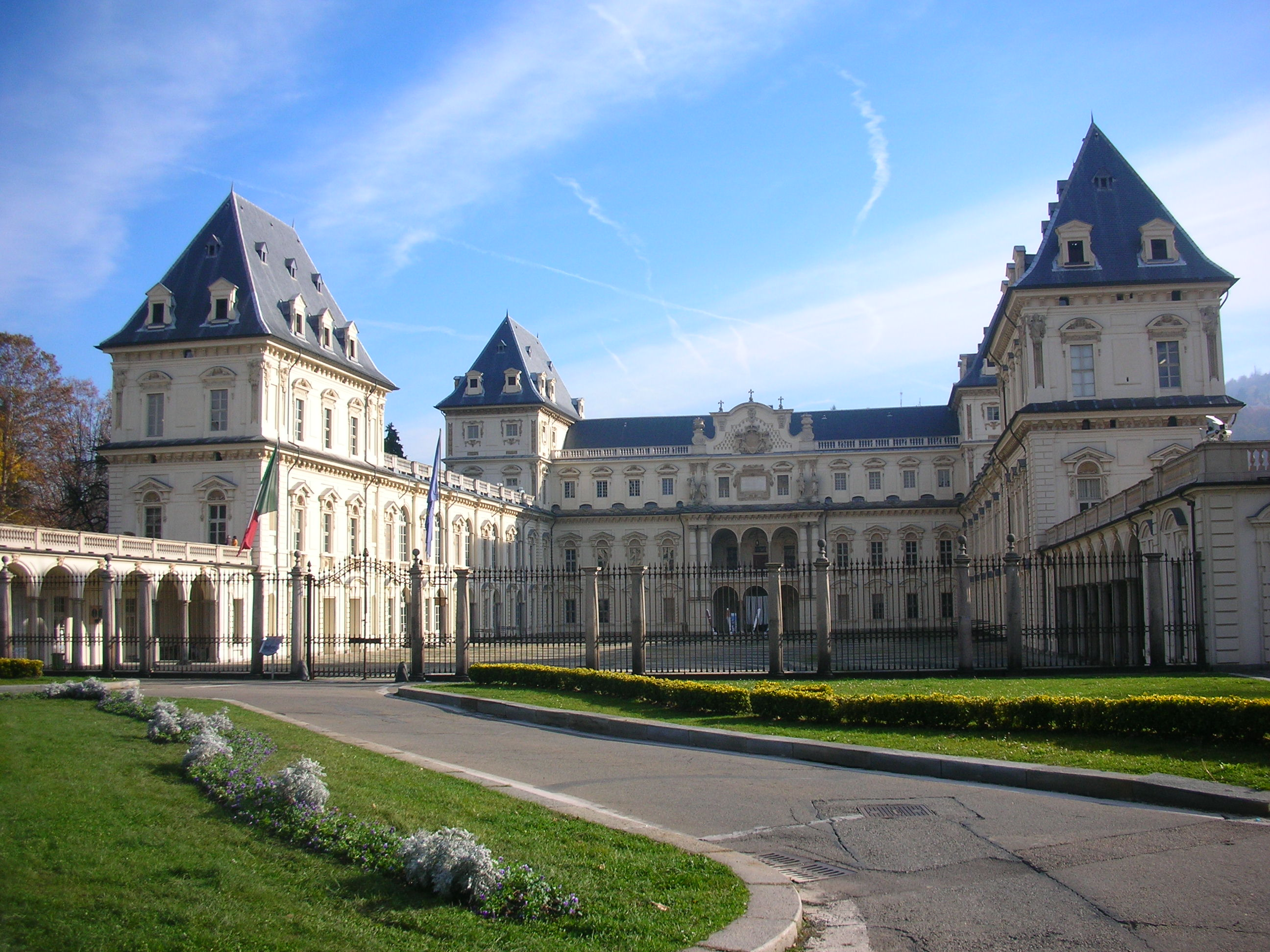
瓦伦蒂诺城堡

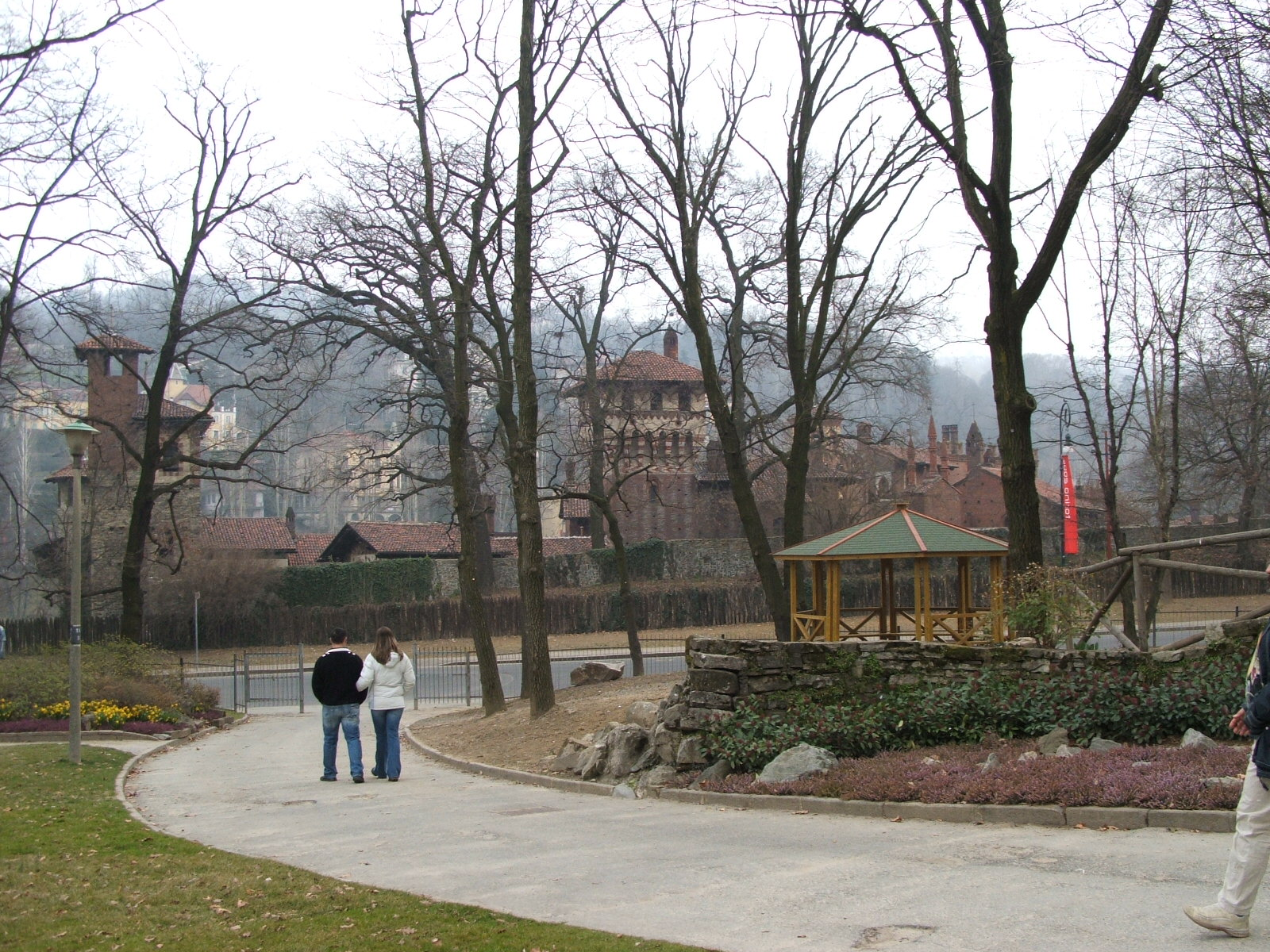
瓦伦蒂诺公园

都灵理工大学前身──都灵皇家理工大学，成立于1906年，但是它的起源其实更加久远。早在1859年根据Casati法案，工程师应用技术学校，和意大利工业博物馆合并组建大学。这所大学在意大利农业、工业和贸易部的支持下开始高等技术的教育和研究，并且根据当下国家环境积极探索新的技术领域，在短暂的时间里吸引了大量优秀的研究人员，又进一步开展在电子技术和建造技术方面的学科研究。在1859年瓦伦蒂诺城堡被转让给工程师应用技术学校，如今成为都灵理工大学的一部分，是建筑学院的所在地。
瓦伦蒂诺城堡坐落在意大利最大的市内公园之一──瓦伦蒂诺公园，倚靠波河。瓦伦蒂诺城堡在1997年被联合国教科文组织评为世界文化遗产，成为公认的欧洲最好的建筑教学基地。从20世纪初开始都灵皇家理工大学开始积极同欧洲科学界建立联系，频繁与国家和地方工业机构合作交流，由此诞生航空学和新的实验室。
1958年都灵理工大学新建成的工程学院取代瓦伦蒂诺城堡成为主校区。在20世纪90年代再一次扩大规模开设了亚历山德里亚、比耶拉、蒙多维、韦雷斯和韦尔切利等多个校区。
都灵理工大学在工程、建筑与设计和城市规划方面是欧洲最杰出的大学之一，其中在汽车、电子、机械和土木工程等科技领域具有世界顶尖水平。2012年意大利权威统计机构Censis联合意大利《共和报》（La Repubblica）评选都灵理工大学为意大利最优秀的理工大学。都灵理工大学在2019年QS世界大学排名中所有学科均在世界50强之内，其中土木工程、建筑工程、机械工程、电子工程排在第41名，建筑学专业排在第38名，但因其并非综合类大学所以世界综合排名低于单项专业排名位列世界348名。
2016年1月20日，美国媒体和教研机构在世界经济论坛达沃斯年会上发布首份“最佳国家”排名和分析报告，意大利被评为最适合留学的国家，其中都灵理工大学近年来一直是意大利政府投资力度最大的大学。
都灵理工大学的校徽源自都灵王室萨伏伊（Savoia）家族16世纪的住宅瓦伦蒂诺城堡（Castello del Valentino），现为都灵理工建筑学院。
多年来都灵理工和世界各地政府、公司、企业、机构和组织建立了紧密的关系网，都灵市政府规划局局长、体育局局长、都灵建筑师委员会主席和意大利建筑杂志《TAO》的主编皆在校任教，美国通用汽车公司在工程学院设立规模庞大的柴油发动机研发中心，世界第四大汽车公司菲亚特（FIAT）每年为汽车工程和机械工程的毕业生提供大量的工作机会。
据不完全统计，截至2019年，都灵理工大学已培养出38％的意大利建筑师和36％的意大利工程师。菲亚特汽车公司创始人乔瓦尼·阿涅利毕业于都灵理工大学工业设计专业。总部位于都灵的世界著名设计公司宾尼法利纳第二任CEO塞尔吉奥·宾尼法利纳毕业于都灵理工大学机械工程专业。
近年都灵理工大学受意大利政府委派组建学术精湛的科研团队负责研究神秘的都灵裹尸布。

## 校园
都灵理工大学主校区位于都灵最为富裕的小十字区（Crocetta），紧邻市中心，地理位置优越。校园内基础设施及其完善，设有意大利裕信银行（Unicredit）、意大利国家邮政（Poste Italiane）、Celid教育书店、皮埃蒙特大区助学金机构（EDISU）窗口和学生食堂、运营整个都灵公共交通系统的都灵运输集团（GTT）办公室、国际学生秘书处（Segreteria internazionale）为所有初到意大利的外国学生提供一切可能的帮助，更有语言中心（Centro linguistico d’Ateneo）为所有在校学生免费提供英语，意大利语，法语，西班牙语等课程和学习资料。
校园内占地约750平方米集酒吧、咖啡馆、餐厅于一体的Mixto, Food&Drink Formula于2014年1月开始正式运营，位于一个座新建成的由钢架玻璃构成的生态建筑内，是目前意大利最大的校园商业餐厅。
始建于1999年的都灵理工企业孵化器项目 （Incubatore di Imprese Innovative del Politecnico di Torino），至今已为213个创业计划提供了支持，其中118个成功上线，62个已发展成公司。因其显著优异的成绩，在2014年都灵理工的创业孵化器被权威机构 Ranking UBI Index 评选为全欧第5，世界范围第15位的最优孵化器项目。

## 内设学院
- 建筑与设计院 （DAD - Dipartimento di Architettura e Design）
- 自动化与信息院 （DAUIN - Dipartimento di Automatica e Informatica）
- 能源院 （DENERG - Dipartimento Energia）
- 电子与通信院（DET - Dipartimento di Elettronica e Telecomunicazioni）
- 环境、领土与基础设施工程院 （DIATI - Dipartimento di Ingegneria dell'Ambiente, del Territorio e delle Infrastrutture）
- 管理与产品工程院 （DIGEP - Dipartimento di Ingegneria Gestionale e della Produzione）
- 机械与航天工程院 （DIMEAS - Dipartimento di Ingegneria Meccanica e Aerospaziale）
- 应用与技术科学院 （DISAT - Dipartimento Scienza Applicata e Tecnologia）
- 结构、建造与大地构造工程院 （DISEG - Dipartimento di Ingegneria Strutturale, Edile e Geotecnica）
- 数学院 （DISMA - Dipartimento di Scienze Matematiche）
- 科学、设计与领土政策院 （DIST - Dipartimento Interateneo di Scienze, Progetto e Politiche del Territorio）[13]

## 专业
- 建筑学 (Architettura)
- 视觉设计 (Design e Comunicazione Visiva)
- 城市规划 (Pianificazione Territoriale, Urbanistica e Paesaggistico-Ambientale)
- 航天工程 (Ingegneria Aerospaziale)
- 生物医学工程 (Ingegneria Biomedica)
- 食品工程 (Ingegneria Chimica e Alimentare)
- 土木工程 (Ingegneria Civile)
- 材料工程 (Ingegneria dei Materiali)
- 电影传媒工程 (Ingegneria del Cinema e dei Mezzi di Comunicazione)
- 汽车工程 (Ingegneria dell'autoveicolo)
- 工业生产工程 (Ingegneria della Produzione Industriale)
- 建筑工程 (Ingegneria Edile)
- 电气工程 (Ingegneria Elettrica)
- 电子通信工程 (Ingegneria Elettronica e Comunicazione)
- 能源工程 (Ingegneria Energetica)
- 物理工程 (Ingegneria Fisica)
- 工程管理 (Ingegneria Gestionale)
- 信息工程 (Ingegneria Informatica)
- 机械工程 (Ingegneria Meccanica)
- 环境工程 (Ingegneria per l'ambiente e il Territorio)
- 工程数学 (Matematica per l'ingegneria)

## 学术交流
都灵理工大学与海外多所著名院校建立了合作交流项目，如：麻省理工大学、芝加哥大学、加州理工大学、慕尼黑工业大学、东京大学、清华大学等世界顶尖学府。目前超过百分之九十的课程为本国学生和外国学生提供英语授课选择，以适应欧盟智能城市计划（Smart City）的号召。
2014年欧盟正式启动“地平线2020”战略计划（Horizon 2020），从2014到2020为期7年，总投资高达800亿欧元致力于科技研究与革新，都灵理工大学作为意大利最重要的科研机构之一，成为该战略计划中举足轻重的一环。

## 知名校友
- 维尔弗雷多·帕累托（1848-1923）意大利經濟學家和社會學家，提出帕累托定律（二八法則）。
- 乔瓦尼·阿涅利（1866-1945）意大利企業家，菲亞特集團創始人。